# Lophochernes cederholmi
Lophochernes cederholmi är en spindeldjursart som beskrevs av Beier 1973. Lophochernes cederholmi ingår i släktet Lophochernes och familjen tvåögonklokrypare. Inga underarter finns listade i Catalogue of Life.